# Napojna voda
Napojna voda je obrađena voda koja se koristi u kotlovima (generator pare) za proizvodnju pare (za pogon parne turbine) ili tople vode u termoelektranama i ostalim termoenergetskim postrojenjima (nuklearne elektrane, bioelektrane, toplane - elektrane). U termoelektranama napojna voda se obično nalazi u posebnom spremniku, nakon pročišćavanja vode i predgrijavanja, a dovodi se u kotao korištenjem napojne pumpe generatora pare.

## Obrada napojne vode
Prirodna voda sadrži razne tvari koje treba ukloniti prije korištenja za napajanje u termoenergetskim postrojenjima. Vrsta i sadržaj tih tvari (nečistoća) zavisi prvenstveno o porijeklu vode: riječna, jezerska, izvorska. U vodi mogu biti sadržane tvari u obliku:  suspendiranih tvari (neotopljenih), otopljenih tvari ili otopljenih plinova.
Glavni postupci obrade (pripreme) napojne vode su filtriranje, ionska izmjena (demineralizacija) i otplinjavanje (deaeracija).

### Filtriranje
Filtriranje je prva korak obrade napojne vode u cilju uklanjanja neotopljenih (suspendiranih) tvari. Voda se nakon filtriranja podvrgava ostalim postupcima obrade u skladu s pogonskim uvjetima generatora pare. Ako se suspendirane čestice (rđa, pijesak i sl.) dovoljno ne uklone, u uvjetima povišena tlaka i temperature stvaraju slojeve taloga koji smanjuje prijelaz topline na ogrjevnim površinama, te smanjuje se stupanj iskorištenja postupaka koji slijede u postupku obrade vode. Da bi se iz vode otklonile i najsitnije čestice suspendiranih tvari koje se običnim uređajima za filtriranje (pješčani filtri) inače ne bi mogle dovoljno učinkovito odstraniti, potrebno je dodati (dozirati) kemikalije koje imaju svojstvo poništavanja naboja čestica, te stvaranja većih čestica (bistrenje - koagulacija, flokulacija) koje se iza toga mogu lakše ukloniti filtriranjem.

### Ionska izmjena ili demineralizacija
Minerali otopljeni u vodi sastoje se iz električki nabijenih čestica – iona. Tako npr., kalcijev karbonat sastoji se od pozitivno nabijenoga iona (kationa) kalcija i negativno nabijenoga iona (aniona) bikarbonata. Neki prirodni i sintetički materijali imaju svojstvo uklanjanja iona minerala iz vode, te njihove zamjene s drugim ionima. Postoje dvije vrste tzv. ionskih masa koje se zbog svojega svojstva koriste u sustavima za obradu napojne vode: kationske i anionske. 

#### Kationske mase za ionske izmjenjivače
Kationske mase za ionske izmjenjivače reagiraju samo s kationima kalcija (Ca+2) i magnezija (Mg+2). Iako ima više tipova kationskih masa, one najčešće rade u tzv. ciklusu s vodikom. To znači da se nakon zasićenja njihova regeneracija, odnosno obrnuti proces od odvajanja kationa iz vode, vrši pomoću klorovodične (HCl) ili sumporne (H2SO4) kiseline. 

#### Anionske mase za ionske izmjenjivače
Anionske mase reagiraju samo s anionima bikarbonata (HCO3-) i anionima sulfata (SO4-2). Pored što na sebe vežu, te iz vode uklanjaju anione kiselina, tzv. jako bazične anionske mase imaju svojstvo da iz vode uklanjaju također ugljikov dioksid (CO2) i silicij (Si). Anionske mase rade u tzv. ciklusu s hidrooksidom pa se, nakon zasićenja, one regeneriraju u obrnutom procesu s natrijevom lužinom (NaOH) ili s amonijevim hidrooksidom (NH4OH). 
Za vodu koja prolazi kroz kationski i anionski izmjenjivač kažemo da je prošla kroz proces demineralizacije, a tako obrađena voda je demineralizira voda koja se sastoji samo od iona vodika i iona hidrooksida; dakle od čiste vode.

### Otplinjavanje vode
Otplinjavanje vode spada u postupak toplinske obrade napojne vode, kojemu je osnovni cilj da se iz nje odstrani otopljeni kisik i tako spriječi njegovo korozivno djelovanje u sustavu proizvodnje pare. To se vrši u otplinjačima gdje se voda zagrijava u direktnom dodiru s parom, prilikom čega se smanjuje topivost kisika u vodi iz koje se on na taj način otplinjava. Za potpunije odvajanje otopljena kisika iz napojne vode koriste se i kemikalije, kao hidrazin (N2H4) koji djeluje prema sljedećoj reakciji: 
N2H4 + O2 = 2 H2O + N2

## Glavni razlozi obrade napojne vode
Glavni pogonski problemi, koji nastaju zbog neodgovarajuće kvalitete napojne vode proizlaze iz taloženja (depozit) u cijevima generatora pare, korozija cijevi, odnošenje (engl. carryover with steam) čestica vode iz bubnja generatora pare. 

### Taloženje
Isparavanjem vode povećava se koncentracija otopljenih tvari u vodi, što dovodi do njihova izlučivanja u obliku taloga na stjenkama cijevi. Materijal taloga ima znatno manju toplinsku vodljivost u odnosu na materijal cijevi, što uzrokuje pregrijavanje i oštećenja (promjena strukture, smanjenje trajne čvrstoće, puknuće). Štetne tvari (nečistoće), koje uzrokuju stvaranje taloga prvenstveno su bikarbonati kalcija Ca(HCO3)2 i bikarbonati magnezija Mg(HCO3)2. Na povišenim temperaturama dolazi do njihova raspadanja na ugljikov dioksid CO2 i karbonate koji su netopivi u vodi, te tako stvaraju kompaktne taloge. 
Ca(HCO3)2 + toplina = CaCO3 + CO2 + H20
Mg(HCO3)2 + toplina = MgCO3 + CO2 + H2
Talozi se najčešće sastoje iz više spojeva ovisno o vrsti i porijeklu vode, a najčešće su: karbonatni, fosfatni, sulfatni, silikatni i željezni.

### Korozija
Korozija je u principu složeni elektrokemijski proces koji najčešće nastaje reakcijom metala s kisikom uz djelovanje ostalih utjecajnih čimbenika prisutnih u pogonu termoenergetskih postrojenja, što dovodi do različitih oblika oštećenja (destrukcije) materijala. Korozija u sustavu napojne vode može nastati kao posljedica niske pH vrijednosti, te otopljena kisika (O2) i ugljikova dioksida (CO2) u vodi.
Korozijski procesi se znatno ubrzavanju pod djelovanjem povišenih temperatura i naprezanja materijala. Glavne metode sprječavanja korozije u termoenergetskim postrojenjima jesu: 
- uklanjanje otopljena kisika i ugljikovog dioksida iz napojne vode;
- održavanje odgovarajuće pH vrijednosti vode u sustavu generatora pare;
- održavanje čistoće unutarnjih površina generatora pare;
- odgovarajuća zaštita generatora pare tijekom vanpogonskoga stanja;
- primjena odgovarajućega kemijskog tretmana napojne vode i povratna kondenzata.

### Odnošenje iz bubnja
Odnošenje (engl. carryover with steam) je pojava u kojoj se zajedno s parom iz bubnja iznose čestice vode i u njima otopljene te neotopljene soli, koje se iza toga talože unutar cijevi pregrijača pare i ulaznim dijelovima (sapnicama i lopaticama) parne turbine. Taloženje u cijevima uzrokuje smanjenje prijelaza topline i pregrijavanje materijala, a na turbinskim lopaticama povećanje unutarnjih gubitaka kao i povećanje aksijalne sile u rotoru i opterećenja aksijalna ležaja. Glavne metode sprječavanja odnošenja sastoje se u sljedećem: 
- održavanje koncentracije soli unutar isparivačkoga sustava u dozvoljenim granicama;
- kontrola i sprječavanje onečišćenja povratnoga kondenzata;
- održavanje ispravnosti rada uređaja za odvlaživanje (separatora) izlazne pare iz parnoga bubnja.